# Nectarinia chalcomelas
Nectarinia chalcomelas é uma espécie de ave da família Nectariniidae.
Pode ser encontrada nos seguintes países: Quénia e Somália.